# Svatá Starosta
Svatá Starosta, latinsky Liberatrix nebo Wilgefortis (zkomoleno ze slov „Virgo“ – panna, „fortis“ – silná = pevná ve víře); španělsky a portugalsky Liberada (osvobozená); německy Kümmernis nebo Hülpe, anglicky Saint Gwer, byla podle legendy křesťanská světice. Samotná legenda však mohla vzniknout nesprávnou interpretací historických zobrazení Ježíše Krista.. Světice bývá zpodobována jako korunovaná ukřižovaná dívka s plnovousem.

## Původ postavy sv. Starosty

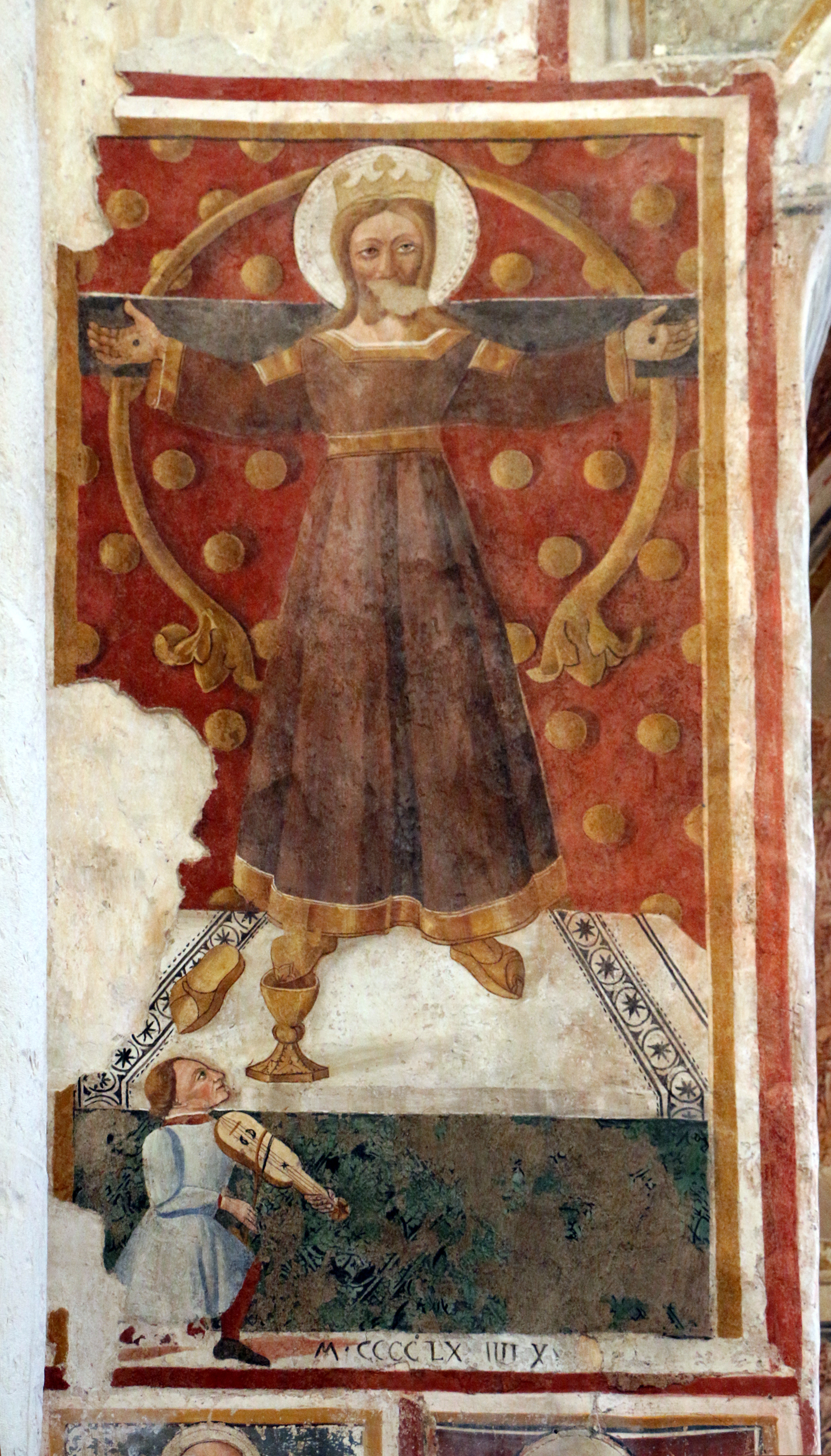
Krucifix „Volto Santo“ s houslistou a střevícem (Matteo da Gualdo, 1474)

Postava vousaté ukřižované korunované ženy vznikla nepochopením byzantského způsobu zobrazení ukřižovaného Ježíše Krista v dlouhém šatě a s královskou korunou v období pozdního středověku, kdy v západním křesťanství již zcela převládlo konvenční zobrazení Ukřižovaného pouze v bederní roušce, prostovlasého nebo s trnovou korunou. Vzorem sv. Starosty se stalo tzv. Volto Santo (svatá Tvář), dřevěný krucifix z katedrály sv. Martina v Lucce, o kterém se věřilo, že je zobrazením skutečné podoby Krista vytvořené Nikodémem. K Volto Santo se váže legenda o chudém hudebníkovi (houslistovi), který se modlil ke krucifixu a dostal vzácný střevíc, který zázračně sklouzl z nohy sochy. Tato legenda se pak přenesla i na svatou Starostu.

## Legenda
Podle legendy šlo o dívku křesťanského vyznání z období posledních pohanských císařů Římské říše nebo období stěhování národů, popřípadě až za maurské expanze na Pyrenejský poloostrov v 8. století. Jejím otcem měl být buďto římský místodržitel města Bragy nebo vládce Galicie, který ji hodlal proti její vůli provdat za krutého pohanského nebo muslimského vládce. Aby tomuto politickému sňatku s nemilovaným mužem, který navíc nebyl křesťanem, zabránila, přestala Starosta jíst a modlila se o pomoc k Bohu, který jí nechal porůst tělo hustými chloupky a na obličeji nechal narůst plnovous. Pohanský vládce byl vzhledem své nevěsty natolik znechucen, že se s ní neoženil, ale nechal ji ze vzteku ukřižovat, podle jiné verze ji dal ukřižovat její vlastní otec. Svatá Wilgefortis, jak je tato původem portugalská světice také nazývána, je v lidových legendách přímluvkyní dívek proti nechtěnému sňatku vynucenému rodiči, ale také neprávem odsouzených vězňů, jimž dává na obrazech či sochách svou přízeň najevo pomocí střevíce, který jí po ukřižování sklouzne z nohy.

## Úcta v Evropě
Úcta ke Starostě se rozšířila od konce 14. století, podle některých názorů z Nizozemí, podle jiných z Portugalska a Španělska do Německa a Itálie. Střediskem kultu se stalo toskánské město Lucca. Zde byla Starosta adorována současně s románským krucifixem „Volto santo“ v katedrále sv. Martina. Z téže doby pochází nástěnná malba ukřižované Starosty (podobné Voltu santu) ve Weissenburgu v Bavorsku a v dómu v Mohuči. Od roku 1507 se začalo šířit její grafické vyobrazení, dřevoryt Hanse Burgkmaira.  Později byla v Německu vyobrazena například v kostelech v Rankweilu nebo v Neufahrn u Freisingu. V Rakousku je uctívána v kostele Sv. Jiří v Gerlamoos nedaleko Steinfeldu. Přestože nelze doložit její svatořečení, objevuje se Starosta jako světice v římském martyrologiu z let 1583–89. Ve Španělsku je v katedrále v Sigüenze uctívána a její ostatky jsou vystaveny v relikviářové skříni.

## Ve výtvarném umění
V kostelech, klášterech, galeriích i na veřejných prostranstvích se svatá Starosta objevuje zpodobena jako ukřižovaná dívka s plnovousem a korunou, oblečená do dlouhých šatů a střevíců. 

### Česko
- Oltářní socha v životní velikosti (dřevěná, se skutečnými vlasy, vousy a šaty) na oltáři rohové kaple v jižním ambitu pražské Lorety na Hradčanech, kde ji instalovali španělští kapucíni, přijetí od anonymního belgického obchodníka zorganizoval sakristan pater Martin z Bíliny; 20. července 1684 byl poprvé slaven její svátek, vlastní oltář byl zřízen kolem roku 1730
- Oltářní obraz Jana Jiřího Heinsche z roku 1687, kostel sv. Tomáše v Brně
- Socha na morovém Trojičním sloupu Vesec u Sobotky v Českém ráji, Sv. Starosta zachraňuje nevinného houslistu
- barokní kamenná socha z roku 1705 – u zaniklé vesnice Mnichov u Zahrádek na Českolipsku, nedaleko kostela svaté Barbory. Objednal ji majitel zahrádeckého panství Jan Vilém Kounic (viz Kounicové).[4] Dodnes není vyřešena otázka, zda zobrazená postava nebyla mužem.[4] Podle některých teorií mohla být hermafrodit.

### Polsko
- poutní socha ve slezských Vambeřicích.

## Gallerie

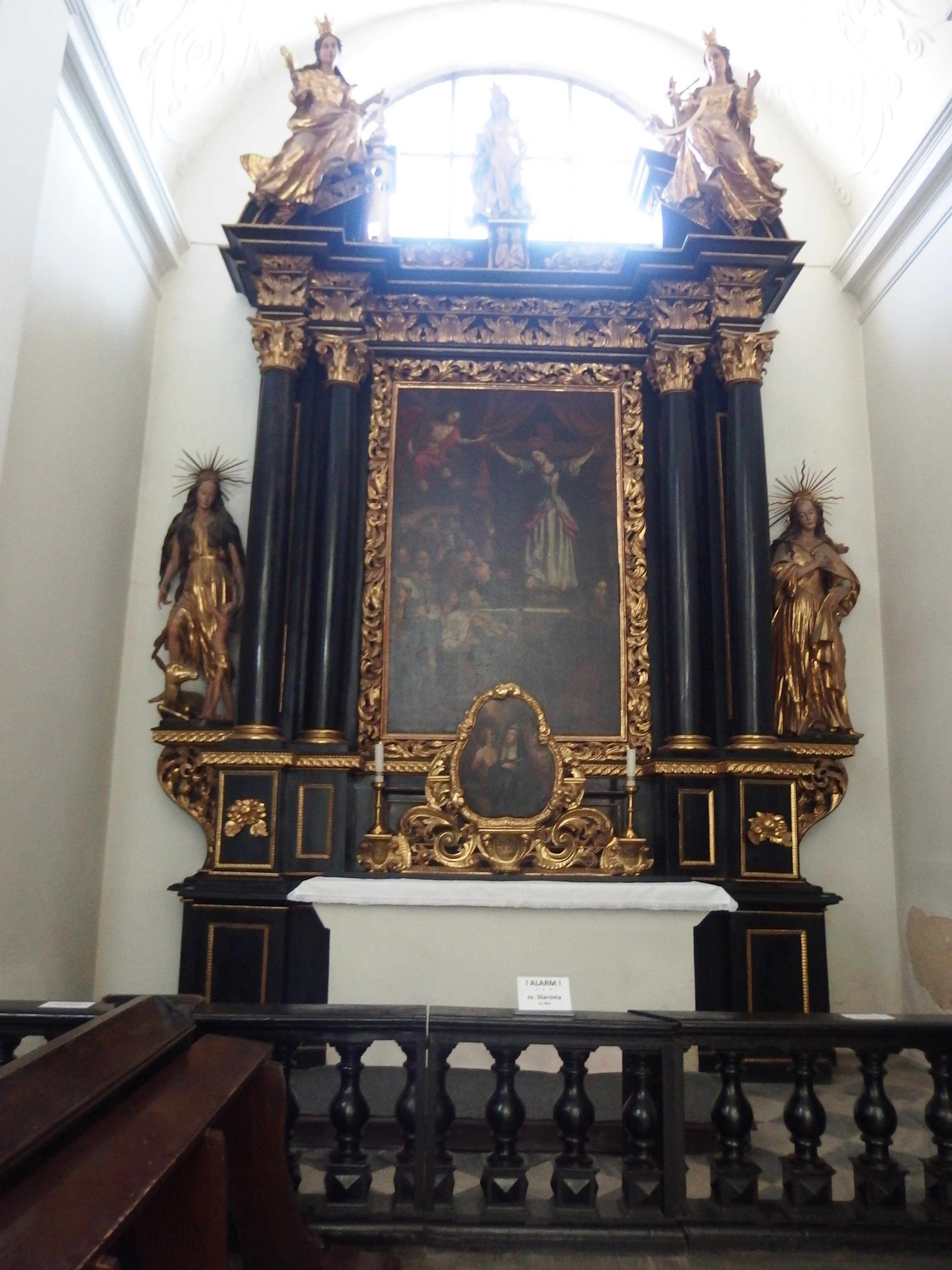
Oltář sv. Starosty v Brně
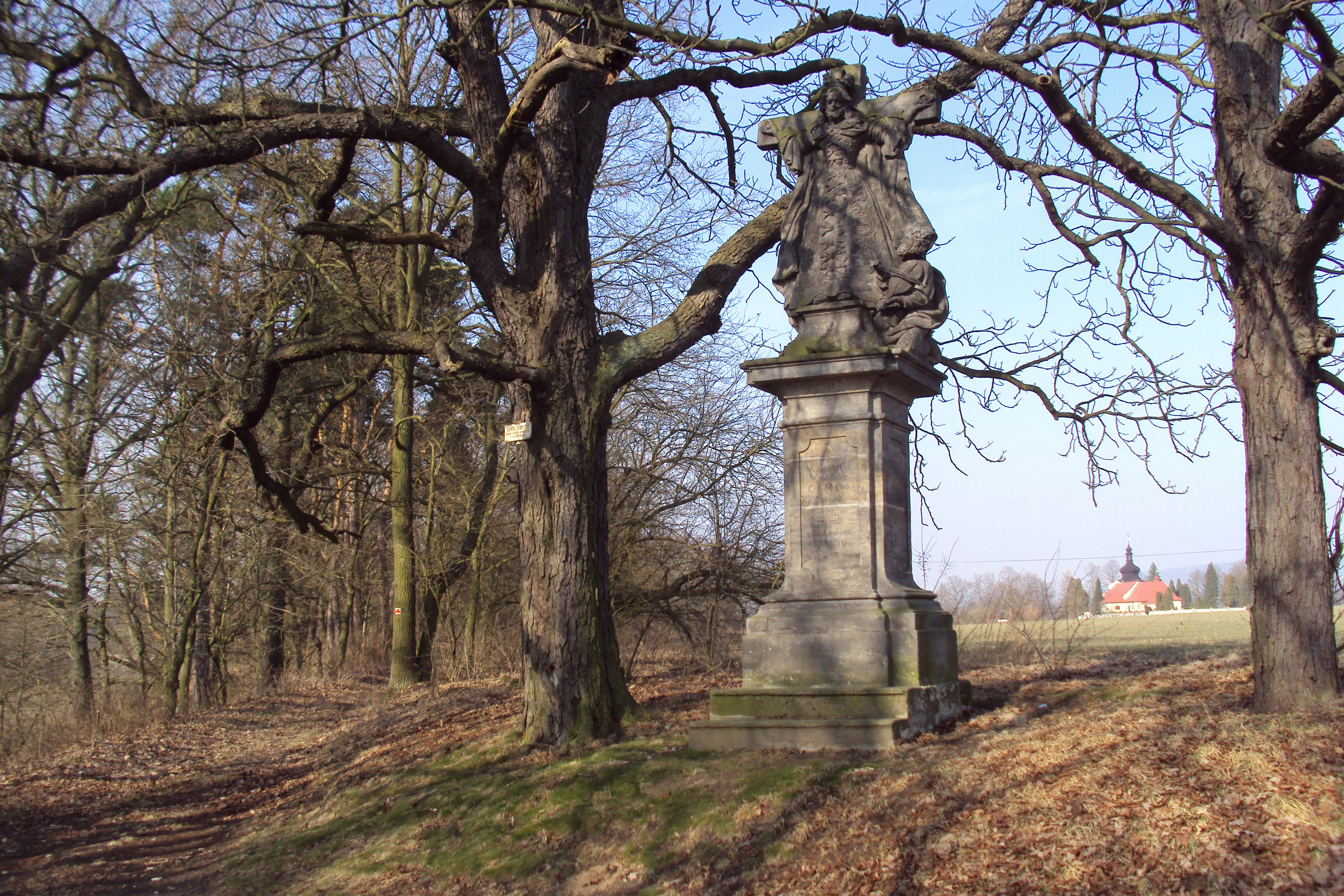
Socha sv. Starosty Mnichov u Zahrádek
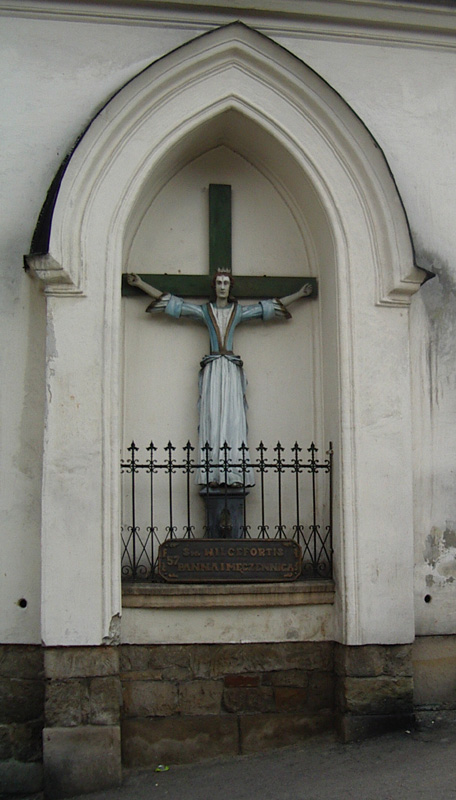
Polychromovaná socha bezvousé sv. Starosty, Vambeřice
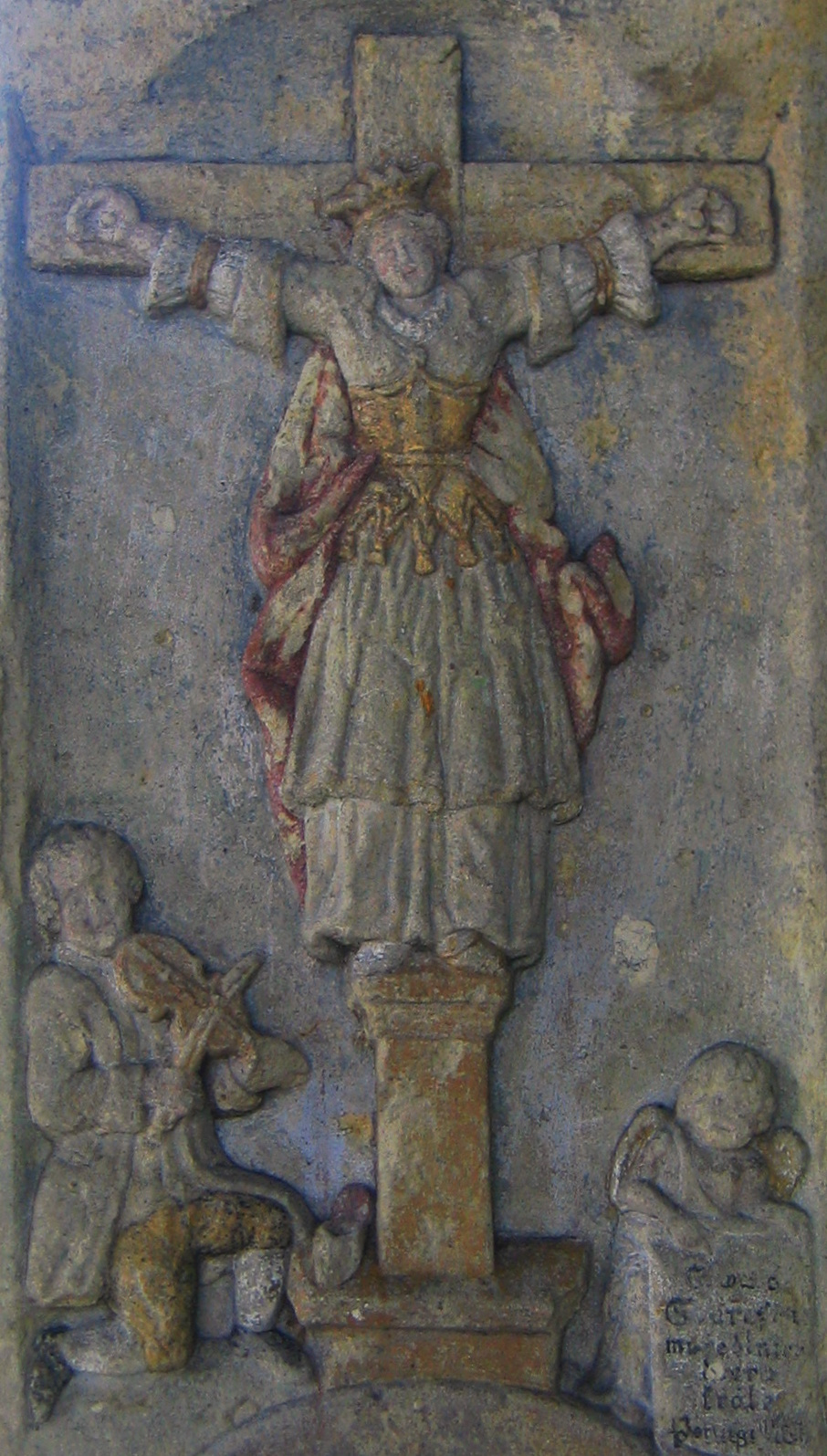
Sv.Starosta na sloupu Nejsv. Trojice, Vesec u Sobotky

## V literatuře
- Legendu o sv. Starostě roku 1816 zpracoval básník Justinus Kerner ve své baladě Houslista v Gmündu.
- Také v pohádkách bratří Grimmů našla svatá Kummernis své ztvárnění
- Podobně sv. Starosta vystupuje ve Staropražských bájích a pověstech.
- Socha v kapli ambitu pražské Lorety inspirovala Jakuba Arbesa k napsání romaneta Ukřižovaná (1876).
- Legendou o svaté Starostě je inspirován jeden z příběhů v knize současné polské autorky Olgy Tokarczuk Denní dům, noční dům (1998).
- Zmiňuje ji i Ivan Martin Jirous v jednom verši Magorových labutích písní („Pán Bůh nás nenechá věčně plakat / Nad sochou svaté Starosty rozkvétá bíle akát.“)